# 奥特弗利德·赫费
奥特弗利德·赫费（1943年9月12日—）是一位德国哲学家，瑞士圣加仑大学教授，主要作品有《政治的正义性——法和国家的批判哲学之基础》（Politischc Gerechtigkeit）、《作为现代化之代价的道德——应用伦理学前沿问题研究》（Moral als Preis der Moderne : ein Versuch über Wissenschaft, Technik und Umwelt）、《全球化时代的民主》（Demokratie im Zeitalter der Globalisierung）等。